# Химки-Подмосковье
«Химки-Подмосковье» — российский баскетбольный клуб из Московской области. Фарм-клуб команды «Химки».

## История
Баскетбольный клуб «Химки-Подмосковье» основан в сентябре 2014 года. Является фарм-клубом и частью Академии по подготовке собственного резерва баскетбольного клуба «Химки». Входит в структуру ГАУ МО «Баскетбольный центр Московской области». Состав команды формируется на базе воспитанников БК «Химки» и игроков молодёжной команды.
4 октября 2014 года «Химки-Подмосковье» провели свой первый официальный матч в истории, обыграв «Алматинский легион» (Казахстан) со счетом 68:45.

## Результаты выступлений
| Сезон     | Суперлига Суперлига-1 дивизион | Кубок России |
| --------- | ------------------------------ | ------------ |
| 2014/2015 | 14 место                       | 1/4 финала   |
| 2015/2016 | 12 место                       | 1/8 финала   |
| 2016/2017 | 12 место                       | 1/8 финала   |
| 2017/2018 | 10 место                       | 1/16 финала  |
| 2018/2019 | 14 место                       | 1/16 финала  |
| 2019/2020 | 14 место                       | -            |

## Главные тренеры
- 2014—2015 —  Рамунас Цвирка
- 2015—2016 —  Михаил Соловьёв
- 2016—2017 —  Евгений Кисурин
- 2017—2018 —  Захар Пашутин[1]
- 2018—2020 —  Олег Резвый[2]
- 2020—2021 —  Андрей Мальцев[3]
- 2021—2022 —  Михаил Соловьёв

## Экипировка
| Период     | Производитель |
| 2014—2015  | Adidas        |
| 2015—2016  | ВАЛРОС        |
| 2016—н. в. | Adidas        |